# Prostemmiulus tridigitatus
Prostemmiulus tridigitatus är en mångfotingart som beskrevs av Loomis 1941. Prostemmiulus tridigitatus ingår i släktet Prostemmiulus och familjen Stemmiulidae. Inga underarter finns listade i Catalogue of Life.